# Trois-Palis
Trois-Palis és un municipi francès situat al departament del Charente i a la regió de la Nova Aquitània. L'any 2007 tenia 773 habitants.

## Demografia

### Població
El 2007 la població de fet de Trois-Palis era de 773 persones. Hi havia 270 famílies de les quals 34 eren unipersonals (17 homes vivint sols i 17 dones vivint soles), 114 parelles sense fills, 109 parelles amb fills i 13 famílies monoparentals amb fills.
La població ha evolucionat segons el següent gràfic:
Habitants censats

### Habitatges
El 2007 hi havia 291 habitatges, 275 eren l'habitatge principal de la família, 7 eren segones residències i 10 estaven desocupats. Tots els 291 habitatges eren cases. Dels 275 habitatges principals, 237 estaven ocupats pels seus propietaris, 32 estaven llogats i ocupats pels llogaters i 5 estaven cedits a títol gratuït; 7 tenien dues cambres, 13 en tenien tres, 89 en tenien quatre i 166 en tenien cinc o més. 223 habitatges disposaven pel capbaix d'una plaça de pàrquing. A 86 habitatges hi havia un automòbil i a 176 n'hi havia dos o més.

### Piràmide de població
La piràmide de població per edats i sexe el 2009 era:
| Homes | Edats   | Dones |
| ----- | ------- | ----- |
| 0     | 95 o +  | 0     |
| 8     | 90 a 94 | 16    |
| 0     | 85 a 89 | 16    |
| 8     | 80 a 84 | 8     |
| 8     | 75 a 79 | 12    |
| 4     | 70 a 74 | 8     |
| 12    | 65 a 69 | 12    |
| 24    | 60 a 64 | 20    |
| 8     | 55 a 59 | 12    |
| 40    | 50 a 54 | 32    |
| 16    | 45 a 49 | 28    |
| 36    | 40 a 44 | 16    |
| 28    | 35 a 39 | 28    |
| 16    | 30 a 34 | 20    |
| 8     | 25 a 29 | 24    |
| 16    | 20 a 24 | 12    |
| 4     | 15 a 19 | 12    |
| 12    | 10 a 14 | 12    |
| 20    | 5 a 9   | 12    |
| 28    | 0 a 4   | 24    |

## Economia
El 2007 la població en edat de treballar era de 477 persones, 346 eren actives i 131 eren inactives. De les 346 persones actives 324 estaven ocupades (172 homes i 152 dones) i 22 estaven aturades (12 homes i 10 dones). De les 131 persones inactives 51 estaven jubilades, 35 estaven estudiant i 45 estaven classificades com a «altres inactius».

### Ingressos
El 2009 a Trois-Palis hi havia 285 unitats fiscals que integraven 763,5 persones, la mediana anual d'ingressos fiscals per persona era de 19.613 €.

### Activitats econòmiques
Dels 15 establiments que hi havia el 2007, 1 era d'una empresa extractiva, 1 d'una empresa alimentària, 6 d'empreses de construcció, 1 d'una empresa d'hostatgeria i restauració, 1 d'una empresa financera, 1 d'una empresa immobiliària, 1 d'una empresa de serveis i 3 d'entitats de l'administració pública.
Dels 6 establiments de servei als particulars que hi havia el 2009, 1 era un paleta, 1 guixaire pintor, 1 fusteria, 2 lampisteries i 1 empresa de construcció.
L'any 2000 a Trois-Palis hi havia 8 explotacions agrícoles que ocupaven un total de 240 hectàrees.

## Equipaments sanitaris i escolars
El 2009 hi havia una escola elemental integrada dins d'un grup escolar amb les comunes properes formant una escola dispersa.

## Poblacions més properes
El següent diagrama mostra les poblacions més properes.